# Pen y Clawdd Castle
Pen y Clawdd Castle er en tidligere fæstning, der ligger i Llanvihangel Crucorney, omkring 8 km nord for Abergavenny, Monmouthshire, i south east Wales mellem floderne Usk og Monnow. Det bevarede rester består af en rund borgbanke med en diameter på omkring 28 m og 2,4 m i højden, og med en dobbelt oldgrav omkring. Der vides ganske lidt om Pen Y Clawdd Castle, men man mener, at den blev opført i sidste halvdel af 1000-tallet. Der findes do ingen samtidieg kilder, der nævne den før 1349.
I 1950 blev borgbanken erklæret for scheduled monument og den beskrives som en motte fra middelalderen..